# Preliminära världsarv i Sydamerika
Varje land som skrivit under världsarvskonventionen uppmuntras att göra en tentativ lista över objekt man tänker nominera till världsarv i framtiden, med andra ord objekt som man håller på att utforma en fullständig nominering för.
Här nedan följer tentativa listor för olika länder i Sydamerika.

## Argentina[1]
| År   | Typ | Namn                                                                                         |
| ---- | --- | -------------------------------------------------------------------------------------------- |
| 1998 | K   | Staden La Plata, grundläggningsområdet                                                       |
| 2001 | X   | Las Parinas                                                                                  |
| 2001 | K   | Valles Calchaquíes                                                                           |
| 2005 | N   | Sierra de las Quijadas nationalpark                                                          |
| 2005 | X   | Staden Buenos Aires: ett kulturarv                                                           |
| 2007 | K   | Casa Curutchet                                                                               |
| 2010 | K   | Andinska vägsystemet/Qhapaq Ñan (även med på Bolivias, Chiles, Colombias och Ecuadors lista) |
| 2011 | N   | Laguna de Llancanelo och Payún Matrú                                                         |

## Bolivia[2]
| År   | Typ | Namn                                                                                           |
| ---- | --- | ---------------------------------------------------------------------------------------------- |
| 2003 | N   | Cal Orck'o: Fotavtryck i tiden                                                                 |
| 2003 | K   | Incallajta, den största Inca-platsen i Kollasuyo                                               |
| 2003 | K   | Förkoloniala vägar — Capac Ñan                                                                 |
| 2003 | K   | Pulacayo, ett industriarv                                                                      |
| 2003 | X   | Heliga sjön Titicaca                                                                           |
| 2003 | X   | Sajama nationalpark                                                                            |
| 2010 | K   | Andinska vägsystemet/Qhapaq Ñan (även med på Argentinas, Chiles, Colombias och Ecuadors lista) |

## Brasilien[3]
| År   | Typ | Namn                                                                                              |
| ---- | --- | ------------------------------------------------------------------------------------------------- |
| 1996 | N   | Biologiska reservatet Atol das Rocas (utvidgning av världsarv)                                    |
| 1996 | K   | Kyrkan och klostret i Sao Bento, Rio de Janeiro                                                   |
| 1996 | K   | Samlad arkitektur för turism och nöje vid sjön Pampuhlas ena ände                                 |
| 1996 | K   | Palais de la Culture - Utbildnings- och Hälsodepartementets gamla säte, Rio de Janeiro            |
| 1996 | N   | Serra da Bocaina nationalpark (São Paulo - Rio de Janeiro)                                        |
| 1996 | N   | Pico da Neblina nationalpark (Amazonas)                                                           |
| 1996 | N   | Taims ekologiska reservat                                                                         |
| 1996 | N   | Raso da Catarina ekologiska reservat (Bahia)                                                      |
| 1998 | N   | Anavilhanas ekologiska reservat                                                                   |
| 1998 | N   | Floden Peruacus kanjon, Minas Gerais                                                              |
| 1998 | X   | Cavernas do Peruaçu Federal Environmental Protection Area (APA) / Veredas Do Peruacu delstatspark |
| 1998 | N   | Serra da Canastra nationalpark                                                                    |
| 1998 | X   | Serra da Capivara nationalpark och permanenta skyddsområden (utvidgning av världsarv)             |
| 1998 | N   | Serra do Divisor nationalpark                                                                     |
| 2001 | K   | Rio de Janeiros kulturlandskap                                                                    |
| 2004 | K   | Guldrutter i Parati och dess landskap                                                             |

## Chile[4]
| År   | Typ | Namn                                                                                             |
| ---- | --- | ------------------------------------------------------------------------------------------------ |
| 1994 | N   | Juan Fernándezöarnas nationalpark                                                                |
| 1994 | N   | Torres del Paine och Bernardo O'Higgins nationalparker, Ferdinand Magellans region               |
| 1998 | N   | Chinchorrokulturens arkeologiska platser                                                         |
| 1998 | N   | Ayquina och Toconce                                                                              |
| 1998 | N   | Baquedanogatan                                                                                   |
| 1998 | N   | Cerro el Plomos höga helgedom                                                                    |
| 1998 | N   | Kyrkor i Altiplano                                                                               |
| 1998 | N   | Grottorna Fell och Pali Aike                                                                     |
| 1998 | N   | Byggnaderna till haciendan San José del Carmen el Huique                                         |
| 1998 | N   | Palatset La Moneda                                                                               |
| 1998 | N   | Lokstallarna vid järnvägsstationen i Temuco                                                      |
| 1998 | N   | Mallecoviadukten                                                                                 |
| 1998 | N   | Klippkonst i Patagonien                                                                          |
| 1998 | N   | San Franciscos kyrka och kloster                                                                 |
| 1998 | N   | San Pedro de Atacama                                                                             |
| 1998 | N   | Försvarskomplexet Valdivia                                                                       |
| 2004 | N   | Monte Verdes arkeologiska område                                                                 |
| 2011 | N   | Andinska vägsystemet/Qhapaq Ñan (även med på Argentinas, Bolivias, Colombias och Ecuadors lista) |

## Colombia[5]
| År   | Typ | Namn                                                                                          |
| ---- | --- | --------------------------------------------------------------------------------------------- |
| 1994 | K   | Buritaca 200 — Staden Perdida — Sierra Nevada de Santa Maria                                  |
| 2001 | X   | Kaffelandskap i Colombia                                                                      |
| 2007 | N   | Seaflowers marina skyddsområde                                                                |
| 1993 | K   | Förkoloniala hydrauliska system i Rio San Jorge                                               |
| 2010 | K   | Andinska vägsystemet/Qhapaq Ñan (även med på Argentinas, Bolivias, Chiles och Ecuadors lista) |

## Ecuador[6]
| År   | Typ | Namn                                                                                           |
| ---- | --- | ---------------------------------------------------------------------------------------------- |
| 1998 | N   | Förstenade skogen i Puyango                                                                    |
| 1998 | K   | Staden Zaruma                                                                                  |
| 1998 | K   | Fortifikationskomplex i förcolumbianska Pambamarca                                             |
| 1998 | X   | Cajassjön och Paredones ruiner                                                                 |
| 1998 | X   | Machalilla nationalpark                                                                        |
| 2011 | K   | Andinska vägsystemet/Qhapaq Ñan (även med på Argentinas, Bolivias, Chiles och Colombias lista) |
| 1998 | K   | Ingapircas arkeologiska plats                                                                  |

## Franska Guyana(Frankrike)[7]
- Finns inga förslag på världsarv i Franska Guyana på Frankrikes tentativa lista.

## Guyana
- Stadshuset i Georgetown
- Fortet Zeelandia
- Georgetown’s Plantation Structure and Historic Buildings
- Shell Beach (Almond Beach), Essequibokusten
- St. Georges anglikanska katedral

## Paraguay
- Mbaracayúskogens naturreservat
- Ybyturuzu nationalpark
- Tinfunke nationalpark
- Sistema Ferrocarril Pte. Carlos
- Sistema ferrocarril pte. Carlos Antionio Lopez

## Peru
- Arkeologiska komplexet Pachacamac
- Staden Trujullos historiska centrum
- Titicacasjön
- Stora Inkavägen: statligt transportsystem ursprungligen kallat "Qhapac Ñan"
- Cajamarcas historiska centrum

## Surinam
Bosättningen Joden Savanne och begravningsplatsen vid Cassipora

## Uruguay
- Chamangá – ett klippmålningsområde
- Skärgårdsområdet och bukten Colonia del Sacramento
- Palacio Legislativo

## Venezuela
- Angell Fall
- Canaima
- The Mérida Cable Car
- Virgin of the snow
- Los Roques
- Morrocoy National Park
- The Gran Sabana (The tepuis)
- The Gran Sabana (Roraima)
- Fall "El Sapo"
- Playa Medina in the Paria Peninsula
- La Restinga in Margarita Island